# Masurques op. 50 (Chopin)
Les Masurques op. 50 són un conjunt de tres peces per a piano sol de Frédéric Chopin, compostes i publicades l'any 1842. Una interpretació típica de les tres masurques dura al voltant d'11 minuts.